# 데스노트 (드라마)
《데스노트》(일본어: デスノート)는 2015년 7월 5일부터 9월 13일까지 닛폰 TV 계열의 〈일요드라마〉 시간대 (매주 일요일 22:30 ~ 23:25)에 방송된 텔레비전 드라마이다.

## 개요
캐치프레이즈는, 〈새로운 대결, 새로운 결말〉.

## 캐스트
- 야가미 라이토 - 쿠보타 마사타카
- L - 야마자키 켄토
- 니아 - 유키 미오
- 아마네 미사 - 사노 히나코
- 미카미 테루 - 오시나리 슈고
- 야가미 사유 - 후지와라 레이코
- 히무라 쇼코 - 세키 메구미
- 마츠다 토타 - 마에다 고키
- 아이자와 슈이치 - 유게 토모히사
- 와타리 - 한카이 카즈아키
- 모기 칸조 - 사토 지로
- 야가미 소이치로 - 마츠시게 유타카

## 스태프
- 원작 - 오바 쓰구미, 오바타 다케시
- 연출 - 이노마타 류이치, 니시무라 료, 이와사키 마리에
- 각본 - 이즈미 요시히로
- 음악 - 핫토리 타카유키
- 치프 프로듀서 - 카미쿠라 카츠
- 프로듀서 - 스즈키 아키노, 오모리 요시타카, 시게야마 요시노리

## 방송 일자
| 각 화                                                        | 방송일         | 부제 | 연출            | 시청률 |
| ------------------------------------------------------------ | -------------- | --- | --------------- | ------ |
| 제1화                                                        | 2015년 7월 5일 | 전설의 대인기! 마침내 드라마화! 죽음의 노트로 장대한 야망을 품는 살인귀와 천재 탐정에 의한 목숨을 건 두뇌전! 오늘 밤 개막! | 이노마타 류이치 | 16.9%  |
| 제2화                                                        | 7월 12일       | 전 세대에서 화제 비등인 신 드라마 격돌! 다가오는 천재 L!                                                                   | 이노마타 류이치 | 12.3%  |
| 제3화                                                        | 7월 19일       | L이 준비한 덫에 키라 절체절명! 역습의 최후 수단이란?                                                                       | 니시무라 료     | 8.7%   |
| 제4화                                                        | 7월 26일       | 충격의 만남! 키라 vs L 마침내 직접 대결! 온통 둘러쳐진 덫!                                                                 | 니시무라 료     | 10.6%  |
| 제5화                                                        | 8월 2일        | 키라의 놀라운 행동에 마침내 수사본부에 잠입! L과 다시 직접 대결!                                                           | 이노마타 류이치 | 8.2%   |
| 제6화                                                        | 8월 9일        | 마침내 키라 체포! 내가 키라다! 자백에 감춰진 경악의 작전이란?                                                              | 니시무라 료     | 10.2%  |
| 제7화                                                        | 8월 16일       | 모든 것은 키라의 계획대로! L, 죽음의 카운트다운! 최종 결전에...                                                            | 이와사키 마리에 | 11.6%  |
| 제8화                                                        | 8월 23일       | 안녕... 정의의 탐정 노트에 쓰여진 이름은? L. Lawliet!                                                                      | 이노마타 류이치 | 11.4%  |
| 제9화                                                        | 8월 30일       | L은 내가 죽였다! 고백에 감춰진 역전극! 복수를 맹세! 니아, 시동!                                                            | 이와사키 마리에 | 11.7%  |
| 제10화                                                       | 9월 6일        | 니아, 폭주 끝에... 폭로되는 아들의 정체! 아버지의 이름이 노트에...                                                         | 니시무라 료     | 11.4%  |
| 최종화                                                       | 9월 13일       | 오늘 밤 최종회! 경악의 결말! 최후의 싸움! 1초도 놓치지 마라!                                                               | 이노마타 류이치 | 14.1%  |
| 평균 시청률 11.55% (시청률은 칸토 지구·비디오 리서치사 조사) |                | |                 |        |

- 첫회 30분 확대 (22:30 ~ 23:55).